# Witbooi

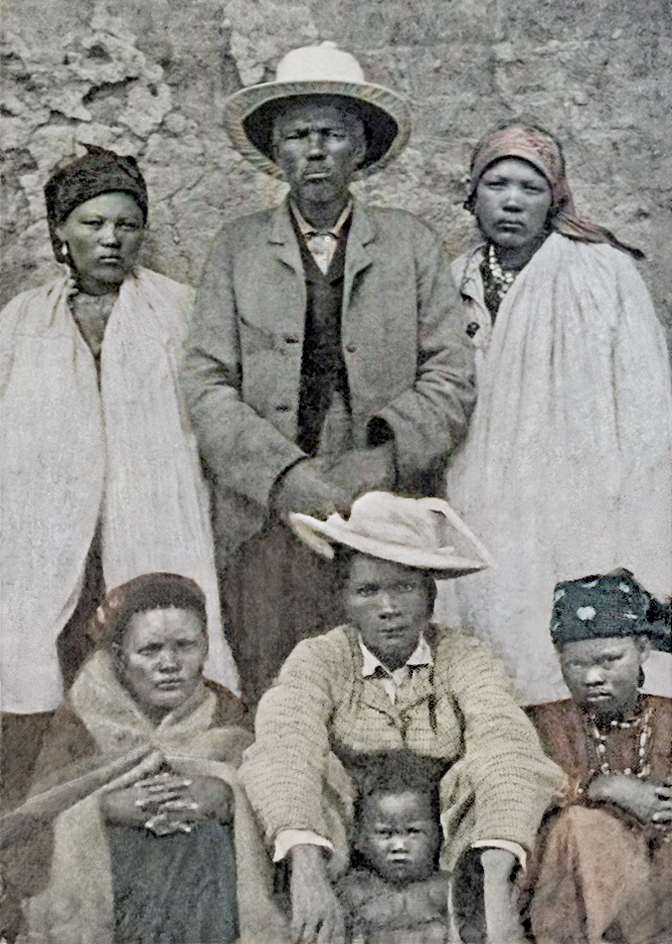
Hendrik Witbooi mit seiner Familie

Die Witbooi, eigentlich ǀKhowesinKlicklaut, gehören zu den Orlam (Nauba-xu gye ǀki-khoen), welche wiederum aus der Verbindung von am Kap ansässigen Niederländern und Nama-Frauen (oftmals abschätzig auch Hottentotten genannt) hervorgegangen sind. Ähnlich den Afrikanern (ǃGû-ǃgôun) hatten auch die Witbooi durch ihre Tätigkeit im Umfeld der Niederländer vielfach Lesen und Schreiben gelernt, gewisse Kenntnisse in der Landwirtschaft erworben und zu einem Teil beherrschten sie auch den Umgang mit Gewehren. Witboois, wie auch ihr ehemaliger Kaptein Hendrik Witbooi im Bild rechts, tragen weiße, verknotete Tücher um die Kalotte und Krempe ihrer Hüte, um sich von anderen Nama zu unterscheiden. Daraus bzw. sich auf Kontakte mit Weißen beziehend hat sich auch der Name des Familienverbands entwickelt: Witbooi bedeutet wörtlich „weißer Junge“. Ein anderer Nama-Clan, der als Swartbooi, also „schwarzer Junge“, bezeichnet wird, verdankt dies einer ähnlichen Zuschreibung.

## Kaptein
Die Nähe zu den niederländischen Seeleuten wurde auch dadurch deutlich, dass die Häuptlinge der Witbooi Kapitän oder Kaptein genannt wurden. Auf Grundlage der Nachfolgeregelung aus dem Jahr 1940 obliegt die Benennung des Kaptein namentlich genannten Personen. Hiervon lebt nur noch die älteste Schwester von Politiker Hendrik Witbooi, Alwina Petersen, die am 3. Oktober 2015 Salomon Witbooi als wahrscheinlich letzten Kaptein in der Geschichte der Orlam-Witboois einsetzte.

## Geschichte
Im ausgehenden 18. Jahrhundert war Pella, südlich des Oranje, das Hauptsiedlungsgebiet der Witbooi. Dort wuchs auch der 1780 geborene spätere Kaptein der Nama Kido Witbooi (ǂA-ǁêib) auf. Er unterhielt sehr enge Beziehungen zu den benachbarten Afrikanern, namentlich zu deren Kapteinssohn Jonker Afrikaner (ǀHara-mûb). Diese gingen so weit, dass sich beide wechselseitig versprachen, das Volk des anderen zu übernehmen, wenn sich nach dem Tode von einem der beiden kein geeigneter Nachfolger finden lasse.
Die Witbooi wanderten als letzter Orlam-Stamm um 1850 über den Oranje nach Südwest-Afrika ein und unterwarfen sich dem Weisungsrecht des in Hoachanas ansässigen Oberkaptein der Roten Nation (ǀKaiǁkhaun). Nach 13-jähriger Wanderschaft fanden die Witbooi erst 1863 einen bleibenden Stammessitz bei Gibeon (ǁKaras-Region, ca. 60 km südlich von Mariental). Dort allerdings musste sich ihr Kaptein, Kido Witbooi, mehrerer Überfälle der Nama aus Hoachanas unter ihrem Oberkaptein Oasib (ǃNa-khomab) erwehren. Die Kämpfe endeten erst – nach dem Tode Oasibs – durch den Friedensschluss von Hoachanas im Dezember 1867, in dem die Vorherrschaft der Nama über die Orlam-Stämme endgültig beendet wurde.
Die überaus erfolgreiche Führerschaft des Kapitän Kido Witbooi wurde 1875 durch dessen Sohn Moses Witbooi (ǀGâbeb ǃA-ǁîmab) und – nach dessen gewaltsamem Tod 1888 – durch dessen Enkel Hendrik Witbooi (ǃNanseb ǀGabemab) fortgeführt. Das erste Gefecht Witboois fand gegen die Schutztruppe 1893 bei Hornkranz statt. Nach letztlich erfolglosem Aufbegehren gegen die deutsche Kolonialherrschaft (Deutsch-Südwestafrika) schloss Hendrik Witbooi 1894 einen Friedens- und Schutzvertrag mit der deutschen Kolonialmacht, worin er sich auch zur aktiven Unterstützung der Schutztruppe verpflichtete. Entsprechend dieser Verpflichtung kämpften die Witbooi bei der Schlacht am Waterberg 1904 deshalb auch auf deutscher Seite gegen die Herero. Erst nach den dabei zutage tretenden Grausamkeiten wandten sich die Witbooi von den Deutschen ab und begannen ihrerseits im Oktober 1904 den als Namakrieg bekannt gewordenen Aufstand gegen die deutsche Kolonialmacht.
Im Verlauf des Namakrieges erlitten die Witbooi schwere Verluste und auch Hendrik Witbooi fiel 1905. Der Krieg wurde von Jakobus Morenga und Simon Kooper (ǃGomxab), einem Fransman-Nama (ǃKhara-khoen), sowie dem Sohn Hendrik Witboois, Isaak Witbooi (ǃNanseb ǂKharib ǃNansemab), zunächst fortgeführt, bis auch sie im Dezember 1905 die Waffen strecken mussten. Morenga und Kooper jedoch setzten den Widerstand bis zu ihrem Tode 1907 und 1908 fort. Viele der gefangengenommenen Witbooi wurden als Arbeitssklaven nach Deutsch-Ostafrika verschifft, wo viele von ihnen umkamen. Erst auf internationalen Protest hin wurden sie 1913 nach Südwestafrika rückgeführt. Ihre Nachkommen leben auch heute noch nahe ihrem ursprünglichen Stammesgebiet bei Gibeon.